# Tomáš Přikryl
Tomáš Přikryl est un footballeur tchèque né le 4 juillet 1992 à Olomouc. Formé au Sigma Olomouc, il évolue au poste de milieu de terrain à l'Odra Opole. 

## Biographie
Tomáš Přikryl commence sa carrière professionnelle au Sigma Olomouc. En janvier 2012, il est transféré au Sparta Prague. Il est sacré champion de Tchéquie en 2014 avec ce club.
Tomáš Přikryl participe au championnat d'Europe des moins de 19 ans en 2011 avec l'équipe de Tchéquie des moins de 19 ans. Il atteint la finale, en étant battu par l'Espagne. Au cours de cette compétition, il inscrit trois buts.

## Palmarès
- Champion de République tchèque en 2014 avec le Sparta Prague
- Vainqueur de la Coupe de Tchéquie en 2012 et en 2014 avec le Sparta Prague
- Finaliste du championnat d'Europe des moins de 19 ans 2011 avec l'équipe de République tchèque des moins de 19 ans